# Pavol Habera
Pavol „Paľo“ Habera (* 12. dubna 1962 Brezno) je slovenský zpěvák, skladatel, moderátor, hudebník a muzikálový herec.

## Život
Vystudoval ekonomii, ale profesionálně se začal věnovat hudbě. Už v mládí ho to k hudbě táhlo. První kapelu jménem SMALL, ve které vystupoval, založili již na střední škole. Zpěváckou kariéru začínal v kapele Avion, která se ovšem brzy rozpadla z důvodů špatné organizace a produkce. Od roku 1988 hraje s martinskou skupinou Team, která až po jeho příchodu zaznamenala větší úspěch. V roce 1991 se vydal na sólovou dráhu a dokonce získal Zlatého slavíka. V témž roce vydal své první album Pavol Habera a navždy se stal součástí česko-slovenské hudební scény. V tomtéž roce napsal pro Karla Gotta píseň Když muž se ženou snídá, která se stala velkým hitem a lákadlem jeho alba Když muž se ženou snídá (1992). V roce 1996 pokračoval ve spolupráci s Gottem a napsal píseň Svet lásku má, kterou nazpíval právě s Gottem a operním pěvcem Peterem Dvorským. Pavol Habera žil čtyři roky (2000–2004) v USA, momentálně bydlí v Praze. V devadesátých letech úspěšně koncertoval se skupinou Team a stal se idolem mladých dívek.
V roce 2004 si zahrál v muzikálu Tři mušketýři v pražském divadle Broadway. V letech 2003, 2005 a 2006 s Teamem absolvoval koncertní turné po největších slovenských halách. Byl členem poroty soutěže Slovensko hľadá SuperStar 1, 2 a 3 a je také porotcem pěvecké soutěže Česko Slovenská Superstar, kde úlohu porotce zastává nepřetržitě od roku 2009. 
V roce 2015 s Teamem koncertoval v Česku. Roku 2019 koncertní turné Teamu zakončil ve vyprodané pražské O2 aréně.

## Diskografie

### Sólová tvorba
- Pavol Habera (1991)
- Habera 2 (1992)
- Fontána pre Zuzanu 2 (1993)
- Zhasni a svieť (1995)
- Svet lásku má (1996)
- Habera  (1997)
- Vianočné koncerty (1998)
- Boli sme raz milovani (2000)
- Zlaté hity (2001)
- To sa stáva (2006)

### Team
- Team (1988)
- Team 2 – Prichytený pri živote (1989)
- Team 3 (1990)
- Team 4 (1991)
- Team 5 (1993)
- Team Hity (1994)
- Team 6 – Volná zóna (1996) – bez Pavola Habery
- Team 7 – 7edem (2000)
- Team 8 – Mám na teba chuť (2002)
- Team 9 live in Praha (2003)
- Team X (2004)
- The Best Of... (2005)
- Team 11 (2007)

## Největší hity
Mezi jeho největší hity patří píseň Boli sme raz milovaní ze stejnojmenného alba, tuto píseň zpíval na veřejné rozlučce s Pavolem Demitrou 15. září 2011, který tragicky zahynul. Mezi jeho další hity se řadí i symfonické dílo – Svet lásku má, které nazpíval s Karlem Gottem a slovenským operním pěvcem Peterem Dvorským. Jeho dalšími hity jsou například: Kým ťa mám, Držím ti miesto, Reklama na ticho, Je to vo hviezdach, Láska, necestuj tým vlakom, Preč Preč, které slýcháme i na koncertech jeho kapely Team.